# 참마도
참마도(중국어 간체자: 斩马刀, 정체자: 斬馬刀, 병음: zhǎn mǎ dāo, 만주어: ᠰᠠᠴᡳᠮᡵᡳ

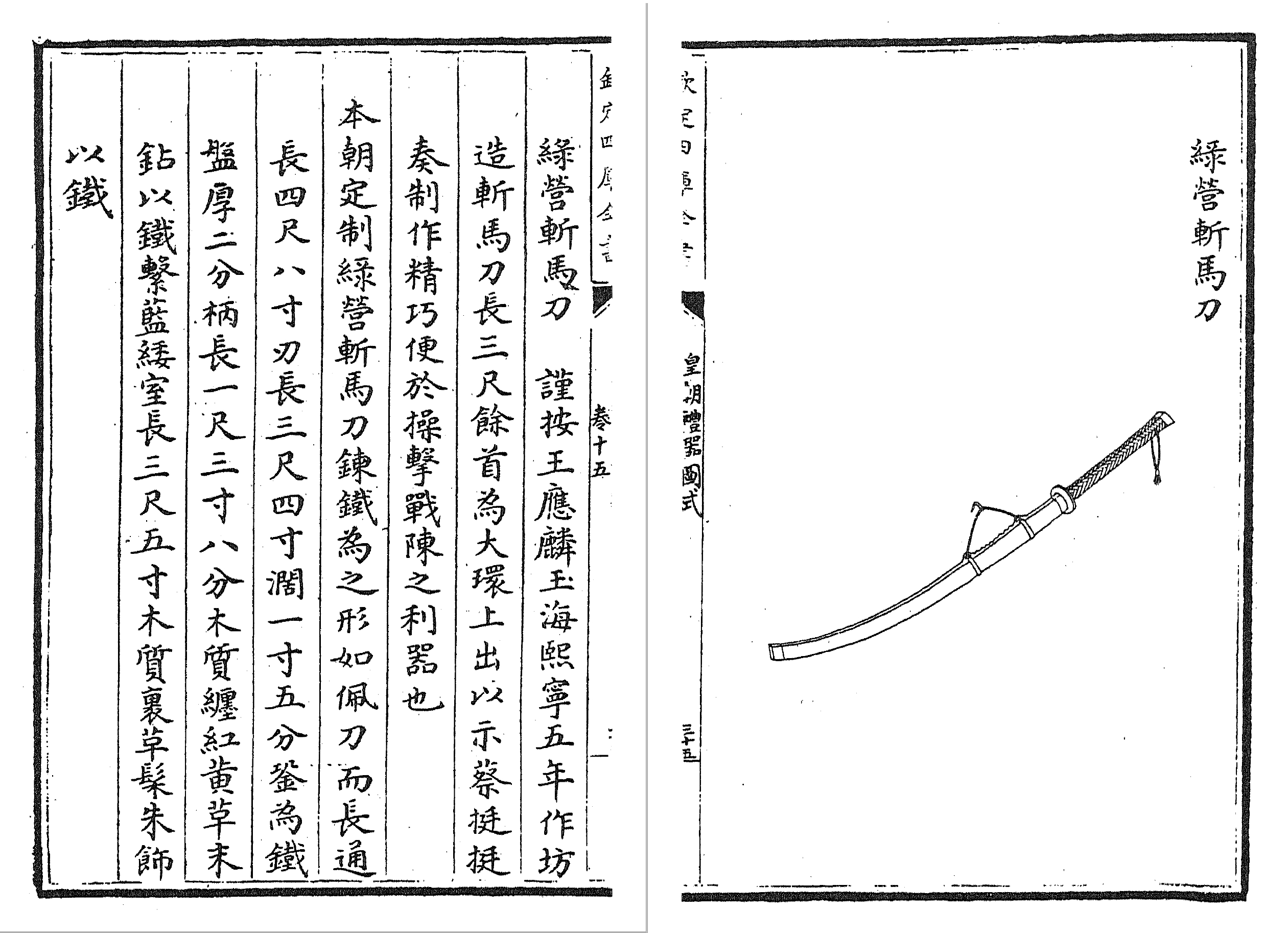

ᠯᠣᡥᠣ 사침리 로호)는 중국에서 사용된 대형 도검이다.
전한시대에서 당송 시대까지 "참마검(斬馬劍)"이라는 장병무기가 존재했는데, 이것은 양날검에 긴 자루를 붙인 것으로서 일반적으로 생각하는 도검과는 다소 거리가 멀다.
명나라 때 중국 해안에 내습한 왜구는 명나라 군대가 사용하는 도검보다 칼날이 훨씬 긴 것을 사용하여 명군을 고전시켰다고 척계광의 《기효신서》에도 나와 있고, 류성룡의 《징비록》에도 일본군이 벽제관 전투에서 이여송의 명군 기병을 긴 칼로 인마를 한꺼번에 베어버렸다고 기술하고 있다. 이러한 일본의 "긴 칼"은 야태도 또는 장권이 그 정체로 추측된다.
명군은 이 "길고 위력적인 칼"을 받아들여 일본에서 노획 또는 교역을 통해 구입한 물건을 묘도라고 부르며 북방의 몽골과 항쟁할 때 대 기마용 무기로 사용하였고, 말을 베는 도라고 참마도라고 통칭했다. 참마검과 참마도는 화승총이 보병의 주력장비가 될 때까지 널리 사용되었고, 총이 도입된 뒤에도 연사가 불가능한 총사를 기마돌격으로부터 엄호하기 위하여 여전히 사용되다가 총검이 도입되는 청나라 때에 가서야 현역에서 물러난다. 그러나 의화단의 난과 같은 반란 봉기 때 여전히 참마도가 사용되었다는 기록이 있다.

## 같이 보기
- 장도 (중국)
- 도 (중국)
- 노타치
- 츠바이헨더